# Nordhemsskolan

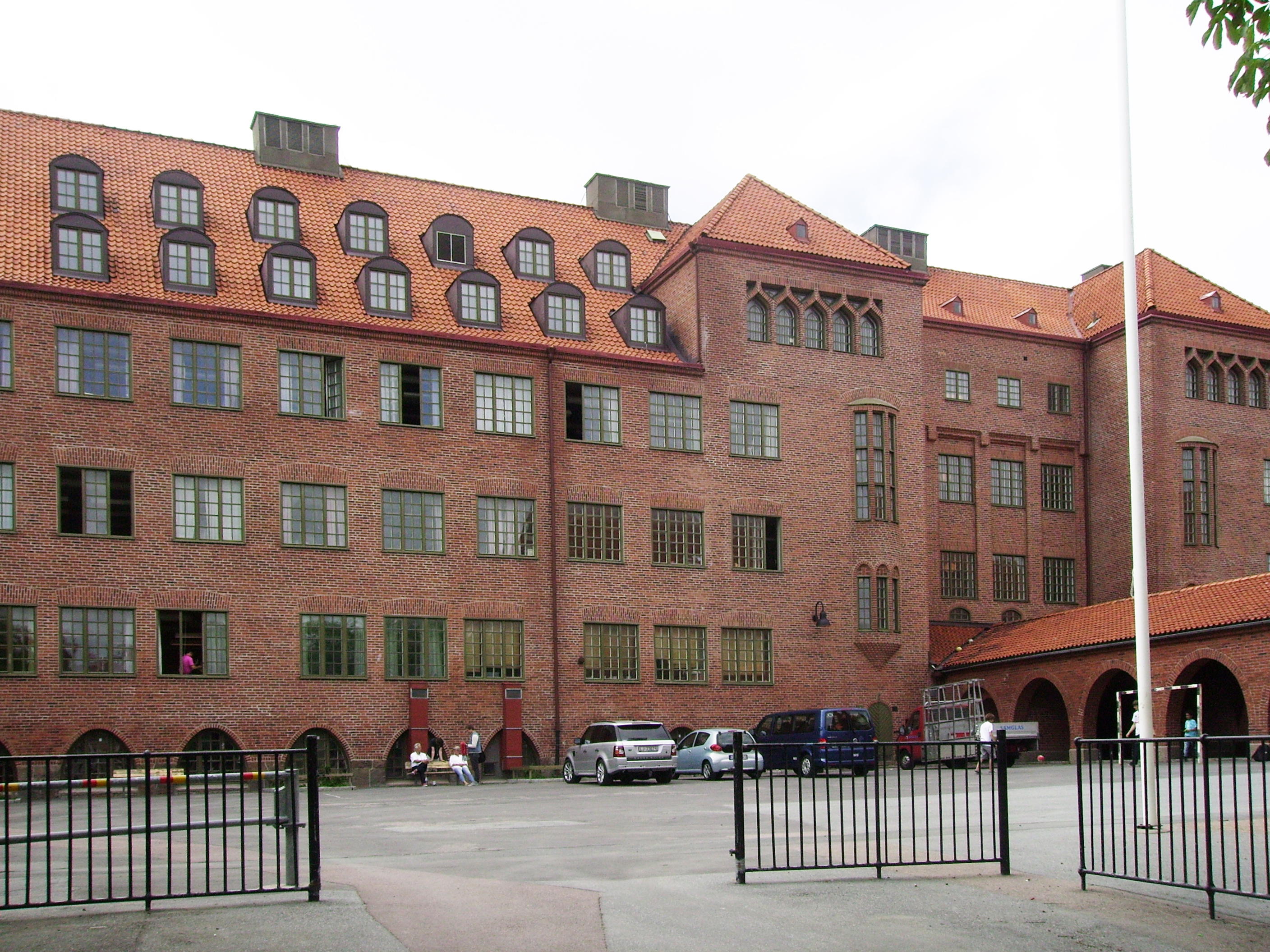
Nordhemsskolan

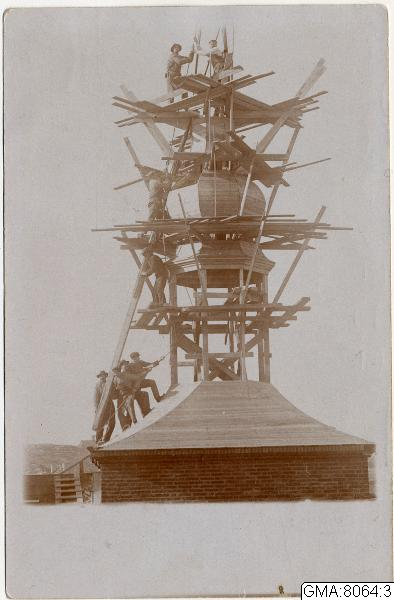
Montering av tornhuv på Nordhemsskolans tak 1915 eller 1916. Foto från Göteborgs stadsmuseum.

Nordhemsskolan är en grundskola i stadsdelen Olivedal i Göteborg som ligger vid Nordhemsgatan.

## Historik
Vid sekelskiftet 1900 planerades för en skolbyggnad på berget mellan Linnégatan och Vegagatan. Den kände byggmästaren Nathan Persson ägde marken och sålde ett antal tomter för 75 000 kronor till Göteborgs stad i april 1901. 1914 blev ritningarna av arkitekterna Arvid Bjerke och Ragnar Ossian Swensson godkända. Arbetet med uppförandet av bygget i sten gick till byggnadsfirman A. Krüger & Son.
Byggnaden i nationalromantisk stil på Kråkestadsberget eller Stora Lageråsen vid Nordhemsgatan 51 stod klar i december 1916, och den 30 maj 1917 skedde invigningen i närvaro av biskop Edvard Herman Rodhe, överdirektören i Skolöverstyrelsen B. J-son Bergqvist och stadens ledande myndighetspersoner. Skolan hade då kostat 1 380 000 kronor att uppföra, och var därmed Göteborgs första miljonbygge.
Skolan var planerad för en kapacitet på 2 400 elever och 100 lärare. Här fanns 64 klassrum och drygt 20 salar för slöjd, handarbete, gymnastik och naturlära. Dessutom fanns bibliotek, badanläggning och tre skolkök. Nordhemsskolan blev dessutom den första i staden som utrustades med laboratorier för fysik och kemi. Skolan hade hörselklasser 1917–1999, och inrymde 1960–1964 Estniska skolan. En observationsklass inrättades 1932.